# Korlaće
Korlaće (en serbe cyrillique : Корлаће) est un village de Serbie situé dans la municipalité de Raška, district de Raška. Au recensement de 2011, il comptait 442 habitants.

## Démographie

### Évolution historique de la population
| 1948 | 1953 | 1961 | 1971 | 1981 | 1991 | 2002 | 2011 |
| ---- | ---- | ---- | ---- | ---- | ---- | ---- | ---- |
| 483  | 667  | 709  | 654  | 635  | 608  | 529  | 442  |

|  |